# اوکفیلد، میشیگان
اوکفیلد (به انگلیسی: Oakfield Township) یک منطقهٔ مسکونی در ایالات متحده آمریکا است که در شهرستان کنت، میشیگان واقع شده‌است.
 اوکفیلد ۹۴٫۳ کیلومتر مربع مساحت و ۵٬۷۸۲ نفر جمعیت دارد و ۲۶۵ متر بالاتر از سطح دریا واقع شده‌است.